# Péchy–Zichy-kastély
A barokk stílusú Péchy–Zichy-kastély Borsod-Abaúj-Zemplén vármegyében, Boldogkőváralján található, 1768-ban épült. Jelenleg gyermekotthon működik benne.

## Története
Pécsújfalusi Péchy Gábor királyi tanácsos 1753-ban vásárolta meg a lőcsei jezsuitáktól a várat, illetve a hozzá tartozó uradalmat, 1768-ban építtette a vár alatti jobbágyfaluban a barokk stílusú kastélyt. Később házasság útján a Zichy család szerezte meg a birtokot, így a kastélyt is. 1945-ben a kastélyt államosították, falai között azóta egészségügyi gyermekotthon működik. Műemléki védelmet élvez, állapota viszonylag jó.

## Leírása
A Péchy–Zichy-kastély a megye harmadik legnagyobb alapterületű kastélya, alapterülete 2500 négyzetméternél is nagyobb. Egyemeletes, alápincézett főépületéhez átellenesen szintén U alaprajzú, földszintes melléképületek kapcsolódnak, nagyméretű zárt díszudvart közrezárva. A melléképületek két sarkán egy-egy zsindelyfedésű, négyzetes alaprajzú, manzárdtetős saroktorony áll. Az udvarok között kocsiáthajtók biztosítják az összeköttetést. A szintén védett kastélykert, melyet a kastély építésével egyszerre, az egykori öreg erdőből alakított ki a Péchy család, az angol és francia kertépítészet stílusjegyeit hordozza, átfolyik rajta a Tekeres-patak is.
A kastély és parkja a község belterületének dél-délnyugati részén helyezkedik el, a településen áthaladó 3714-es út közelében.